# Любомирка (Подільський район)
Любоми́рка — село Куяльницької сільської громади в Подільському районі Одеської області, Україна. Населення становить 1181 осіб.

## Історія
У Російській імперії село Любомирка входило до Нестоїтської волості Балтського повіту Подільської губернії.
Село Бірзула (відоме з 1779; населення 1795 412, 1859 409, 1886 524, 1888 667, 1897 913, 1923 — 701 чол.) — Косівська волость Ананьївського повіту Херсонської губернії.
Під час організованого радянською владою Голодомору 1932—1933 років померло щонайменше 86 жителів села.
7 вересня 1946 року с. Бірзула та с. Любомирка об'єднані в одне село Любомирка.
Станом на 1967 р. село Іванівка приєднано до с. Любомирка.
Колишній орган місцевого самоуправління — Любомирська сільська рада.
12 червня 2020 року, відповідно до Розпорядження Кабінету Міністрів України від № 724-р «Про визначення адміністративних центрів та затвердження територій територіальних громад Одеської області», увійшло до складу Куяльницької сільської територіальної громади.
19 липня 2020 року, в результаті адміністративно-територіальної реформи і ліквідації Подільського району (1923-2020), село увійшло до складу новоутвореного Подільського району Одеської області.

## Населення
- 1885 — 827
- 1897 — 1481
- 1923 — 2089[10]

Згідно з переписом УРСР 1989 року чисельність наявного населення села становила 1303 особи, з яких 565 чоловіків та 738 жінок.
За переписом населення України 2001 року в селі мешкало 1175 осіб.
- 2021 — 966[13]

### Мова
Розподіл населення за рідною мовою за даними перепису 2001 року:
| Мова       | Відсоток |
| ---------- | -------- |
| українська | 91,53 %  |
| російська  | 6,60 %   |
| румунська  | 1,44 %   |
| болгарська | 0,08 %   |
| інші       | 0,35 %   |

## Видатні уродженці
- Блажевський Євген Вікторович — двічі Герой Соціалістичної Праці.